# フアン・アントニオ・バルデム
フアン・アントニオ・バルデム（スペイン語: Juan Antonio Bardem, スペイン語発音: [xuan baɾˈðen], 1922年6月2日 - 2002年10月30日）は、スペイン・マドリード出身の脚本家・映画監督。

## 人物
同時代のスペインに生まれた映画監督、ルイス・ブニュエル（Buñuel、1900年生）、ルイス・ガルシア・ベルランガ（Berlanga、1921年生）とともに「3人の優れた"B"」と呼ばれ、やや後年のカルロス・サウラ（Saura、1932年生）を加えて「3B1S」と呼ばれることもある。2002年度には名誉ゴヤ賞を受賞し、2011年にはマドリード・ウォーク・オブ・フェームのひとりに選ばれた。

## 経歴

### 国立映画研究所時代
1922年6月2日にマドリードに生まれた。それぞれ俳優・女優だった両親の希望で、スペイン内戦後の1943年に大学に入学して農業工学を学び、1946年にはスペイン政府農業省で働きはじめた。1947年に国立映画研究所が設立されると1期生として入学。しかし、卒業制作は教授陣に認められず、映画監督のクレジットに必要な監督資格を授与されなかった。
1950年にマドリードのイタリア文化会館で開催された映画祭でイタリアのネオレアリズモに強い影響を受け、映画研究所同期のルイス・ガルシア・ベルランガと共同で脚本・監督を務めて1951年に『あの幸せなカップル』を撮った。この映画は公開までに2年間を要したため、再びベルランガと共同で脚本を書いて『ようこそ、マーシャルさん!』を完成させた。『ようこそ、マーシャルさん!』はスペイン映画が国際舞台で評価を受けるきっかけを作った映画とされ、1953年のカンヌ国際映画祭でユーモア映画・脚本賞を受賞。バルデムとベルランガは新時代のスペイン人映画監督の象徴的存在だったが作風は異なり、バルデムは辛辣な社会批判を盛り込んだシリアスなドラマを好んだが、ベルランガはブラックユーモアあふれるコメディを好んだ。

### 国際映画祭での高評価
1954年の『役者』はかつて書いた脚本を基に撮影した作品であり、第7回カンヌ国際映画祭のコンペティション部門に出品されている。当時のスペインはフランコ独裁時代であり、スペイン映画が国外で上映されるのは稀なことだった。1953年には映画雑誌「レンズ」を創刊しており、同誌とサラマンカ大学生協映画クラブは1955年5月にサラマンカで国民映画会議を主催。この会議にはバルデムやベルランガの他に、俳優・監督のフェルナン・ゴメス、小説家のビスカイーノ・カサス、言語学者のフェルナンド・ラサロ・カレテールなどが参加し、検閲や映画批評のあり方、法制度や労働契約などが話し合われている。バルデムがスペイン映画に対して「政治的には無効、社会的には偽り、知的には最低、美的には無価値、そして、産業的には脆弱」と分析したことは後々まで語り草となっている。これを機にスペイン各地に映画クラブが誕生し、サラマンカ国民映画会議はスペイン映画史における歴史的事件のひとつとなった。
1955年の第8回カンヌ国際映画祭では審査員を務めた。1955年の『恐怖の逢びき』と1956年の『大通り』は1950年代のスペイン映画を代表する作品であり、スペイン映画史に残る不朽の名作とされている。『恐怖の逢びき』は人妻とその浮気相手が起こしたひき逃げ事件を描いたサスペンス映画であり、同年のカンヌ国際映画祭で国際映画批評家連盟(FIPRESCI)賞を受賞した。カルロス・アルニーチェスの戯曲を原作とする『大通り』では撮影中に逮捕された事件もあったが、ヴェネツィア国際映画祭の国際映画批評家連盟賞を受賞した。1958年には『La vengeanza』でアカデミー外国語映画賞にノミネートされ、この作品は第11回カンヌ国際映画祭にも出品された。

### フランコ体制下
1958年には制作会社のウニチを共同設立して社長となり、この会社は亡命していたルイス・ブニュエル監督が久々にスペインで撮った『ビリディアナ』（1961年）を制作した。コメディ映画を得意としたベルランガとは対照的に、バルデムはシリアスなドラマ映画を得意としたが、フランコ独裁政権下では検閲の影響で思うような映画が取れなかった。バルデム自身はフランコ体制下で公には存在が認められていないスペイン共産党(PCE)員だった。1962年の『無実の人』はどうしても検閲に通らなかったため、アルゼンチンに赴いて撮影した。1963年には第13回ベルリン国際映画祭にこの作品が出品されている。スペイン帰国後にはかつての『大通り』に近い『何も起こりはしない』を撮影したが、1960年代前半の作品はいずれも興行的には成功しなかった。
1965年の『太陽が目にしみる』はA・F・レイの小説『自動ピアノ』を原作とするドラマ映画であり、日本人女優の岸恵子が出演、第18回カンヌ国際映画祭に出品された。1977年の『橋』にはピンク・コメディ女優のアルフレド・ランダを主演に抜擢し、ランダがシリアスな役でも活躍できることを示した。この映画では第10回モスクワ国際映画祭で金賞を受賞し、1979年の『1月の7日間』は第11回モスクワ国際映画祭で再び金賞を受賞した。この作品は4人の労働法専門家が極右活動家に殺害されたアトーチャの殺人に関するドラマ映画である。

### 民主化後
映画監督として多作ではあるものの、1950年代の名作の数々以降は成功した作品は少なく、検閲が撤廃された民主化後の作品も凡庸な出来だったとされている。1981年には第12回モスクワ国際映画祭の審査員を務めている。日本で初めて体系的にスペイン映画が紹介された第1回スペイン映画祭（1984年、渋谷東急名画座）では、ベルランガ、サウラ、アラゴン、イマノル・ウリベらとともに日本を訪れている。1993年には第43回ベルリン国際映画祭の審査員を務めた。1990年代中頃からはスペイン映画監督組合の会長を務めた。
2002年10月30日、肝臓疾患のために死去した。80歳だった。同年度には生前の功績に対して名誉ゴヤ賞が贈られた。2011年にはマドリード・ウォーク・オブ・フェーム（25+1人）のひとりに選ばれた。

## 家族
バルデム家はスペインでも有名な芸能一家である。父親のラファエル・バルデムは映画と舞台で活躍した俳優であり、母親のマティルデ・ムニョス・サンペドロは女優だった。バルデムの映画にはしばしば端役で母親のサンペドロが登場している。バルデムはマリーア・アグアド・バルバドと結婚して4人の子どもを儲け、息子のミゲル・バルデムは父親と同じく映画監督となった。ミゲル・バルデムは初短編映画『La Madre』でゴヤ賞短編映画賞を受賞し、1999年の長編デビュー作『世界で一番醜い女』はプチョン国際ファンタスティック映画祭でグランプリを受賞した。
フアン・アントニオの妹のピラール・バルデムは女優であり、1995年の『死んでしまったら私のことなんか誰も話さない』でゴヤ賞助演女優賞を受賞した。ピラールは俳優・舞踏家・映画監督からなるAISGE財団の代表も務めた。ピラールの息子（フアン・アントニオの甥）のハビエル・バルデムも俳優であり、ゴヤ賞を5度、ヴェネツィア国際映画祭男優賞を2度獲得しているほか、スペイン人俳優として初めてアカデミー賞を受賞した。ハビエル・バルデムの兄（フアン・アントニオの甥）のカルロス・バルデムも俳優であり、ゴヤ賞助演男優賞に2度ノミネートされている。ハビエル・バルデムの姉（フアン・アントニオの姪）のモニカ・バルデムも女優であり、またモニカはマドリードのチュエカでレストランを経営する実業家でもある。
フアン・アントニオ・バルデムの近親関係

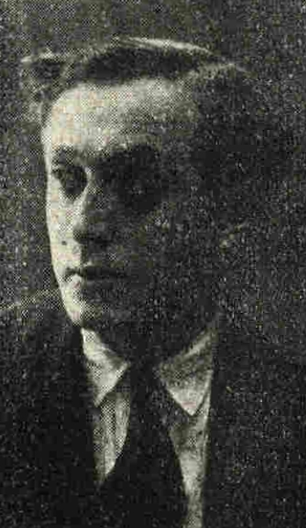
父親 : ラファエル・バルデム（スペイン語版） : 俳優
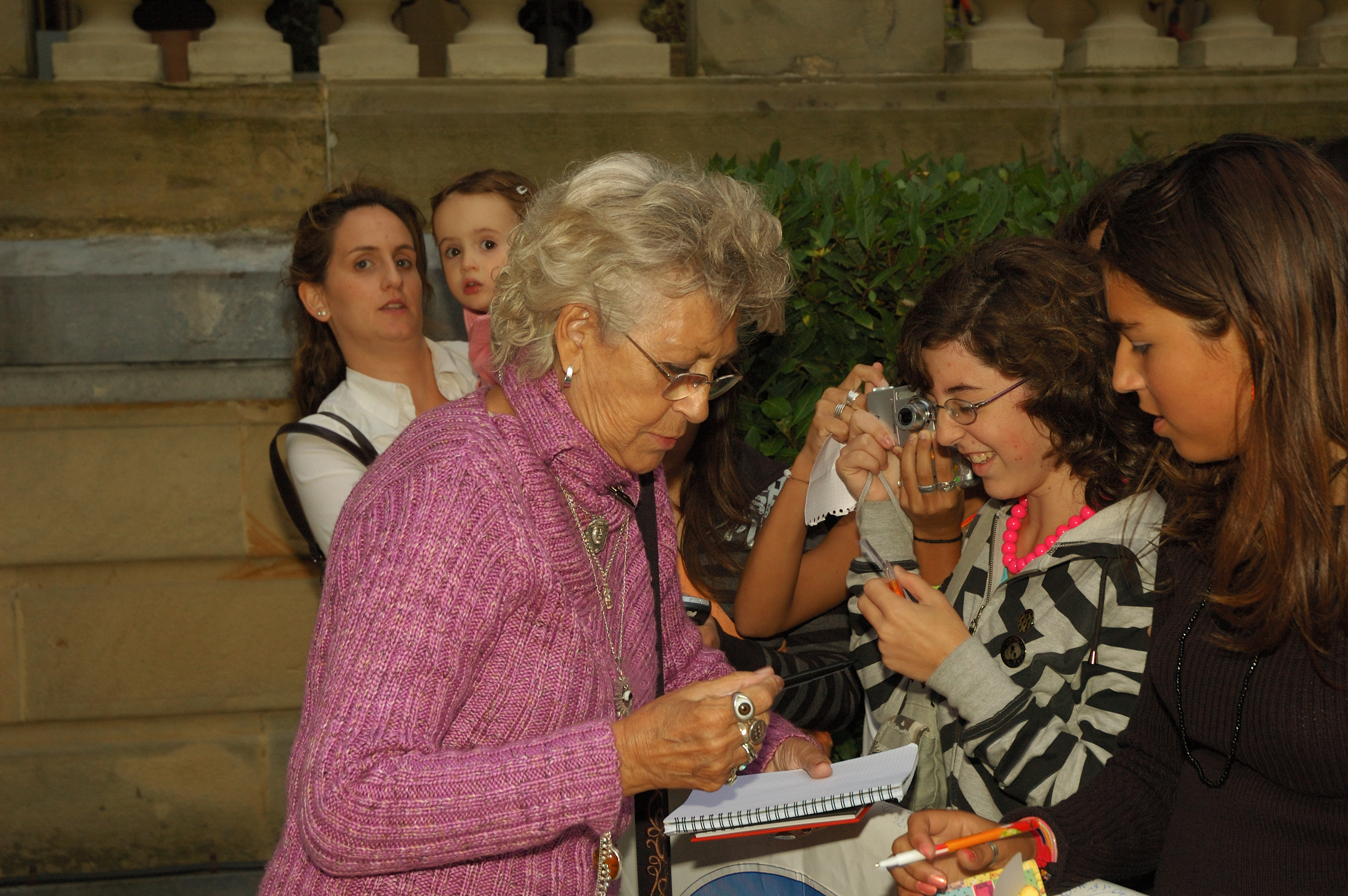
妹のピラール・バルデム
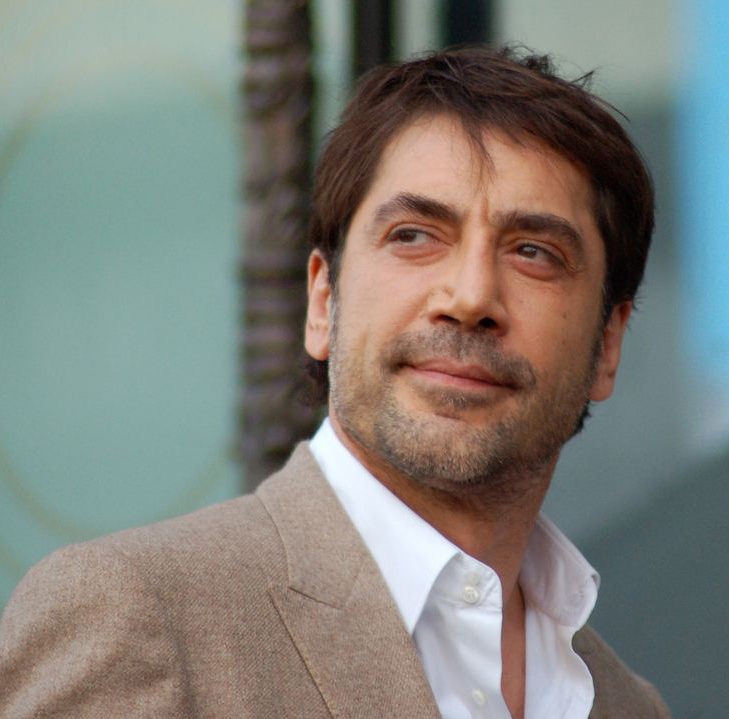
甥のハビエル・バルデム

- 母親 : マティルデ・ムニョス・サンペドロ（スペイン語版） : 女優
  - フアン・アントニオ・バルデム : 映画監督
    - 息子 : ミゲル・バルデム（スペイン語版） : 映画監督

  - 妹 : ピラール・バルデム（スペイン語版） : 女優
    - 甥（妹の息子） : カルロス・バルデム（スペイン語版） : 俳優
    - 甥（妹の息子） : ハビエル・バルデム : 俳優
    - 姪（妹の娘） : モニカ・バルデム（スペイン語版） : 女優・実業家

- 父親のラファエル・バルデム
- 妹のピラール・バルデム
- 甥のハビエル・バルデム

## フィルモグラフィー
| 年   | 日本語題                      | 原題                          | 担当               | 受賞歴など |
| ---- | ----------------------------- | ----------------------------- | ------------------ | --- |
| 1951 | あの幸せなカップル            | Esa pareja feliz              | 共同脚本・共同監督 | |
| 1953 | ようこそマーシャルさん        | Bienvenido Mister Marshall!   | 脚本               | 監督はベルランガ カンヌ映画祭ユーモア映画・脚本賞受賞 フィルムセンター「スペイン映画の史的展望<1951～1977>」で無字幕上映 |
| 1954 | 役者                          | Cómicos                       | 監督               | カンヌ映画祭正式出品作品                                                                                                 |
| 1954 |                               | Felices pascuas               | 監督               | |
| 1955 | 恐怖の逢びき                  | Muerte de un ciclista         | 脚本・監督         | カンヌ映画祭国際映画批評家連盟賞受賞                                                                                     |
| 1956 | 大通り                        | Calle Mayor                   | 脚本・監督         | ヴェネツィア映画祭正式出品 日本はテレビ放映あり フィルムセンター「スペイン映画の史的展望<1951～1977>」で無字幕上映       |
| 1957 |                               | La venganza                   | 脚本・監督         | アカデミー外国語映画賞ノミネート カンヌ映画祭正式出品作品                                                                |
| 1959 |                               | Sonatas                       | 脚本・監督         | ヴェネツィア映画祭正式出品作品                                                                                           |
| 1961 |                               | A las cinco de la tarde       | 脚本・監督         | |
| 1963 | 無実の人                      | Los inocentes                 | 脚本・監督         | ベルリン映画祭正式出品作品                                                                                               |
| 1963 | 何も起こりはしない            | Nunca pasa nada               | 監督               | ヴェネツィア映画祭正式出品作品                                                                                           |
| 1965 | 太陽が目にしみる              | Los pianos mecánicos          | 脚本・監督・編集   | カンヌ映画祭正式出品作品                                                                                                 |
| 1968 | 最後の戦塵                    | El último día de la guerra    | 脚本・監督         | 日本ではテレビ放映のみ                                                                                                   |
| 1971 |                               | Varietés                      | 脚本・監督         | |
| 1973 | 真夜中の恐怖                  | La corrupción de Chris Miller | 出演・監督         | |
| 1973 | ミステリー島探検/地底人間の謎 | La Isla misteriosa            | 脚本・監督         | テレビ作品 |
| 1975 |                               | El poder del deseo            | 脚本・監督         | |
| 1977 | 橋                            | El puente                     | 脚本・監督         | モスクワ映画祭作品賞受賞 フィルムセンター無字幕上映                                                                      |
| 1977 | ドッグチェイス                | El perro                      | 出演               | |
| 1979 | 1月の7日間                    | Siete días de enero           | 脚本・監督         | モスクワ映画祭作品賞受賞                                                                                                 |
| 1979 |                               | El diputado                   | 出演               | |
| 1982 |                               | Die Mahnung                   | 脚本・監督         | |
| 1985 |                               | España, una fiesta            | 監督               | 短編ドキュメンタリー |
| 1985 |                               | La huella del crimen          | 脚本・監督         | テレビ作品（脚本1話・監督1話）                                                                                           |
| 1986 |                               | Adiós, pequeña                | 出演               | |
| 1987 |                               | Lorca, muerte de un poeta     | 脚本・監督         | テレビ作品（脚本6話・監督6話）                                                                                           |
| 1993 |                               | El joven Picasso              | 脚本・監督         | テレビ作品（脚本2話・監督4話）                                                                                           |
| 1997 |                               | Resultado final               | 脚本・監督         | |

## 受賞
| 年   | 映画祭/映画賞                | 作品                      | カテゴリー             | 結果       |
| ---- | ---------------------------- | ------------------------- | ---------------------- | ---------- |
| 1952 | スペイン映画批評家協会賞     | あの幸せなカップル        | ヒメノ・リベラシオン賞 | 受賞       |
| 1953 | カンヌ国際映画祭             | ようこそ、マーシャルさん! | ユーモア映画・脚本賞   | 受賞       |
| 1954 | スペイン映画批評家協会賞     | ようこそ、マーシャルさん! | 作品賞                 | 受賞       |
| 1954 | カンヌ国際映画祭             | 役者                      | 作品賞                 | ノミネート |
| 1955 | カンヌ国際映画祭             | 恐怖の逢びき              | 国際映画批評家連盟賞   | 受賞       |
| 1956 | ヴェネツィア国際映画祭       | 大通り                    | 作品賞                 | ノミネート |
| 1956 | ヴェネツィア国際映画祭       | 大通り                    | 特別な視点賞           | 受賞       |
| 1956 | ヴェネツィア国際映画祭       | 大通り                    | ニューシネマ賞         | 受賞       |
| 1956 | ヴェネツィア国際映画祭       | 大通り                    | 国際映画批評家連盟賞   | 受賞       |
| 1957 | サン・ジョルディ賞           | 大通り                    | 作品賞                 | 受賞       |
| 1957 | サン・ジョルディ賞           | 大通り                    | 特別賞                 | 受賞       |
| 1958 | カンヌ国際映画祭             | La venganza               | 作品賞                 | ノミネート |
| 1959 | ヴェネツィア国際映画祭       | Sonatas                   | 作品賞                 | ノミネート |
| 1960 | サン・ジョルディ賞           | La venganza               | 作品賞                 | 受賞       |
| 1963 | ヴェネツィア国際映画祭       | 何も起こりはしない        | 作品賞                 | ノミネート |
| 1963 | ベルリン国際映画祭           | 無実の人                  | 国際批評家連盟賞       | 受賞       |
| 1963 | ベルリン国際映画祭           | 無実の人                  | 作品賞                 | ノミネート |
| 1964 | アルゼンチン映画批評家協会賞 | 無実の人                  | 銀のコンドル           | 受賞       |
| 1965 | カンヌ国際映画祭             | 太陽が目にしみる          | 作品賞                 | ノミネート |
| 1977 | サン・ジョルディ賞           | 橋                        | 作品賞                 | 受賞       |
| 1977 | モスクワ国際映画祭           | 橋                        | 作品賞                 | 受賞       |
| 1979 | モスクワ国際映画祭           | 1月の7日間                | 作品賞                 | 受賞       |
| 1998 | カイロ国際映画祭             | Resultado final           | 金のピラミッド         | ノミネート |

- 2002  名誉ゴヤ賞
- 2011  マドリード・ウォーク・オブ・フェーム（スペイン語版）